# Larry Myricks
Pour les articles homonymes, voir Myrick.
Lawrence Ellwyne Myricks dit Larry Myricks, né le 10 mars 1956 à Clinton dans l'État du Mississippi, est un athlète américain, spécialiste du saut en longueur. Titré lors des Championnats du monde en salle 1987 et 1989, il remporte la médaille de bronze lors des Jeux olympiques de 1988 et des Championnats du monde de 1987 et 1991.

## Biographie
Larry Myricks participe, à l'âge de 20 ans, aux Jeux olympiques d'été de 1976 à Montréal. En 1979, lors du concours de la Coupe du Monde, il devient le premier sauteur en longueur à franchir la limite des 8,50 m depuis le saut de Bob Beamon aux Jeux de 1968. L'année suivante, il est contraint de renoncer aux Jeux de Moscou en raison du boycott des États-Unis. Présent aux Jeux de 1984 à Los Angeles, il termine au pied du podium de la finale olympique. Myricks obtient sa première médaille internationale lors des Championnats du monde 1987 à Rome. En finale, il subit la loi de son compatriote Carl Lewis et du Soviétique Robert Emmiyan. En 1988, il remporte une nouvelle médaille de bronze à l'occasion des  Jeux olympiques de Séoul. Il est devancé par ses deux plus grand rivaux de l'époque, ses compatriotes Carl Lewis et Mike Powell. Lors des sélections américaines, il n'avait été battu par Lewis que de deux centimètres. Connaissant une longévité exceptionnelle, il se présente, à 35 ans, aux Mondiaux de Tokyo en 1991. En finale, il assiste au duel entre Lewis et Powell, qui établit à l'occasion un nouveau record du monde de l'épreuve en 8,95 m. Avec un bond à 8,42 m, Myricks remporte la médaille de bronze, dernier podium de sa longue carrière.

## Records personnels
- Saut en longueur : 8,74 m
- 200 m : 20 s 03

## Palmarès

### Jeux olympiques d'été
- Jeux olympiques de 1988 à Séoul :

- -  Médaille de bronze du saut en longueur

### Championnats du monde
- Championnats du monde d'athlétisme 1987 à Rome :
  -  Médaille de bronze du saut en longueur
- Championnats du monde d'athlétisme 1991 à Tokyo :
  -  Médaille de bronze du saut en longueur

### Championnats du monde en salle
- Championnats du monde d'athlétisme en salle 1987 à Indianapolis :
  -  Médaille d'or du saut en longueur
- Championnats du monde d'athlétisme en salle 1989 à Budapest :
  -  Médaille d'or du saut en longueur

### Coupe du monde
- Vainqueur en 1979 et 1989